# Буланова (Курганская область)
Буланова — упразднённая деревня в Каргапольском районе Курганской области России. На момент упразднения входила в состав Соколовского сельсовета. Упразднена в 1972 году.

## География
Деревня находилась на северо-западе Курганской области, в пределах юго-западной части Западно-Сибирской равнины, в лесостепной зоне, на левом берегу реки Миасс, на расстоянии примерно 1 км к югу от деревни Чапаева.
Климат
Климат характеризуется как резко континентальный, с холодной продолжительной малоснежной зимой и тёплым сухим летом. Среднегодовая температура — 1 °C. Средняя температура воздуха самого холодного месяца (января) составляет −17,4 °C (абсолютный минимум — −46 °С); самого тёплого месяца (июля) — 18,4 °C (абсолютный максимум — 39 °С). Безморозный период длится 120 дней. Годовое количество атмосферных осадков — 382 мм, из которых 287 мм выпадает в период с апреля по октябрь. Продолжительность периода с устойчивым снежным покровом равна 161 дню.

## История
До 1919 года в Окуневской волости Челябинского уезда. По данным на 1926 год деревня состояла из 45 хозяйств. В административном отношении сходила в состав Толстопятовского сельсовета Каргапольского района Шадринского округа Уральской области.
В 1931 году в деревне образован колхоз «Новая жизнь». В 1950 году объединён с колхозом имени Чапаева села Толстопятово. С 1956 года отделение укрупненного колхоза имени Ленина, а с 1963 года — колхоза «Миас».
С 1939 по 1963 годы в составе Кировского района. С 1954 года в Соколовском сельсовете.
Решением Курганского облисполкома № 426 от 17.10.1972 года деревня Буланова исключена из учётных данных как сселившаяся.

## Население
По данным переписи 1926 года в деревне проживало 233 человека (109 мужчин и 124 женщины), из которых русские составляли 100 % населения.